# Приют грёз
«Приют грёз» (нем. Die Traumbude) — дебютный роман Эриха Марии Ремарка, впервые издан в 1920 году. Посвящён памяти Фрица Харстемайера и Лючии Дитрих. На русский название точнее переводится как «Мансарда снов» или «Каморка грёз». Восемь лет спустя, за семь месяцев до выхода «На Западном фронте без перемен», выпускающее издательство Ullstein тайно скупило все имевшиеся экземпляры этого «романа о становлении мастера».

## Главные действующие лица
- Фриц Шрамм — художник, композитор, владелец «приюта грёз»
- госпожа Фридхайм — знакомая Фрица
- Элизабет Хайндорф — племянница госпожи Фридхайм
- Эрнст Винтер — молодой композитор, друг Фрица
- Фрид — знакомый Фрица
- Паульхен — знакомая Фрица
- Ланна Райнер — оперная прима
- Ойген Хилмер — приятель Эрнста
- князь Резников — миллионер, впоследствии муж Ланны
- Трикс Берген — знакомая Эрнста Винтера
- Луиза (Лу) — возлюбленная Фрица. Умерла до начала описанных в романе событий

## Сюжет
Госпожа Фридхайм знакомит Фрица со своей племянницей Элизабет. Фриц находит в ней тот нежный образ, который он так давно искал для завершения своей картины и приглашает её к себе домой, где она играет ему на рояле. Фриц ударяется в воспоминания о своей возлюбленной Луизе, которой больше нет, но память о ней жива как внутри его, так и внутри квартиры, «Приюта грёз» — в блестящем портрете, написанном Фрицем, утопающем в многочисленных цветах. Элизабет решает остаться в городе, чтобы почаще навещать Фрица, потому что он близок ей по духу. Она знакомится с молодыми друзьями Фрица — Фридом и Паульхен, которые часто подтрунивают друг над другом, но кажется, что симпатизируют. Потом она знакомится с ещё одним другом Фрица — Эрнстом Винтером, начинающим музыкантом. Между Эрнстом и Элизабет вспыхивает чувство. В это же время Фриц встречается с Ланной Рейнер, своей старой подругой, оперной певицей, которая потом сыграет большую роль в судьбах героев.
Эрнст, несмотря на отношения с Элизабет, решает уехать в Лейпциг, чтобы к началу оперного сезона постараться найти работу. Фриц наставляет своего младшего друга в дорогу. В Лейпциге Эрнст встречает Ойгена Хилмера, и тот помогает ему обустроиться. Эрнст очень тоскует по своим друзьям, по «Приюту грёз» и получает письма от Элизабет. Но на одной из «вечеринок» он встречается с Ланной, темноглазой брюнеткой с томным взглядом и страстной улыбкой, которая является полной противоположностью Элизабет, нежному и чистому ангельскому образу. Эрнст, околдованный её чарами, влюбляется в неё и она отвечает ему взаимностью. Он пишет для неё музыку, аккомпанирует ей. Берлинский капельмейстер предлагает ему хорошее место, но что-то не даёт покоя Эрнсту. Он начинает понимать, что совершил ошибку, начав встречаться с Ланной. Они ссорятся.
Вскоре ему приходит письмо от Элизабет, где сообщает ему о смерти Фрица. Фриц очень много сделал для близких ему людей, (в частности для Трикс Берген, которая пришла к нему почти что на грани самоубийства, но поговорив с ним снова обрела веру в жизнь) и хотел, чтобы они позаботились о «Приюте грёз». Фриц завещал квартиру Эрнсту. Эрнст решает вернуться домой. К тому же Ланна начинает отвечать на знаки внимания князя Резникова (впоследствии она выйдет за него замуж). Он прибывает к смертному одру Фрица. Рядом с гробом он кладёт портрет Луизы, несомненно лучшее произведение художника в жизни. Фриц умер в канун дня рождения женщины своей мечты. Во время кремации Эрнст играл на органе, играл вдохновенно, как никогда до того. Но удар из-за смерти своего близкого друга оказался слишком сильным — после похорон Эрнст заболел нервной лихорадкой. Шесть недель провёл между жизнью и смертью, и все это время за ним ухаживала Элизабет. Встав на ноги, друзья снова собираются в «Приюте грёз», но без Фрица это место не кажется им таким прекрасным, словно оно утеряло часть себя, свою душу. Эрнст остаётся жить там и сочиняет музыку.
В конце книги Эрнст и Элизабет признаются друг другу в любви и продолжают жить уже в своём «Приюте грёз».

## Особенности книги
Это раннее произведение Ремарка очень отличается от большинства известных его работ. В нём нет ни слова о войне, зато книга наполнена стихотворениями немецких классиков и размышлениями о любви, при этом стиль немного возвышен и немного отдаёт пафосом:

       " Пусть наше счастье взлетает до звезд и солнца и мы от радости воздеваем руки к небу, но однажды все наше счастье и все мечты кончаются, и остается одно и то же: плач о потерянном. Быть человеком - тяжкая доля! Хотеть вечно держать друг друга за руки - и вечно терять друг друга в соответствии с вечными законами. Всю жизнь бороться, сражаться, торжествовать, страдать, а в конце концов все потерять."

Читателями и критиками роман принят не был за чрезмерную «сентиментальность» и «мелодраматичность». Впоследствии Ремарк немного стеснялся своих первых работ, в частности, «Приюта грёз».

## Переводы
В 1930 году появляются первые переводы романа на иностранные языки. В Риге издательстве «Грамату драугс» вышли переводы на латышский (Р. Кродерса) и русский (Г. А. Левина как «Мансарда снов»). В 1931 году появляется издание на нидерландском языке. Повторно русский перевод был выпущен лишь спустя 60 лет в 1991 году издательством «Медикус». В 2000 году в издательстве «Вагриус» вышел новый перевод Е. Е. Михелевич.
В. Михалёва, сделав анализ двух отрывков по 100 слов из русских переводов на их соответствие оригиналу, делает вывод, что оба не передают в полной мере лексическую составляющую оригинала.